# Psychilis truncata
Psychilis truncata är en orkidéart som först beskrevs av Célestin Alfred Cogniaux, och fick sitt nu gällande namn av Ruben Primitivo Sauleda. Psychilis truncata ingår i släktet Psychilis och familjen orkidéer. Inga underarter finns listade i Catalogue of Life.